# 롱아일랜드
롱아일랜드(Long Island)는 미국 동북부 뉴욕주의 남동쪽 해안에 있는 섬이다. 면적은 약 3,629 km2이다. 서쪽은 뉴욕 맨해튼에 접하며, 그 동쪽으로 좁고 길게 뻗어 있어 롱(Long)이라는 이름이 붙었다. 북쪽 연안은 롱아일랜드 해협에 면하며, 남쪽은 대서양에 면한다. 섬 전체가 매우 평탄하며, 남쪽의 대서양 연안은 연안주(沿岸洲)가 발달하였다.
섬은 행정적으로 뉴욕주에 속하는 4개 군(County)로 나뉘는데, 서쪽 끝의 좁은 지역은 킹스 군과 퀸스 군으로, 이들 두 군은 뉴욕의 브루클린과 퀸스를 형성한다. 섬의 서쪽은 뉴욕 시의 맨해튼, 브롱크스, 스태튼아일랜드와 여러 개의 다리와 터널로 연결되어 있으며, 도로와 철도가 섬 전체에 거미줄처럼 개설되어 있다. 공항도 여러 개가 있으며, 존 F. 케네디 국제공항도 이 섬에 소재한다. 뉴욕의 일부가 포함되는 섬의 서쪽 반은 미국에서도 인구밀도가 가장 높은 지역에 속하며, 주택과 공장, 업무지구가 무질서하게 펼쳐져 있는 복잡한 지역이다. 그 동쪽으로는 상대적으로 한적하며, 농업이 영위되는 곳도 있으나, 뉴욕 시의 확장에 따라 인구가 계속 늘어나고 있다. 섬의 인구는 약 740만명으로 미국에서 가장 많은 사람이 사는 섬이며, 세계적으로도 인구가 18번째로 많다.
섬은 해안이 아름다워 뉴욕 시 교외의 유명한 관광지가 되어 있으며, 곳곳에 공원과 숲이 조성되어 있다. 그밖에 각지에 대학과 연구소가 들어서 있다.

## 같이 보기
- 뉴욕 지하철